# سیکلادس
شبکه کامپیوتری CYCLADES (تلفظ فرانسوی: [siklad]) یک شبکه تحقیقاتی فرانسوی بود که در اوایل دهه ۱۹۷۰ به وجود آمد. این یکی از شبکه‌های پیشتازی بود که مفهوم سوئیچ بسته را آزمایش کرد و بر خلاف آرپانت، به وضوح برای ساده‌سازی کار اینترنتی ساخته شد.
شبکه CYCLADES اولین شبکه ای بود که میزبان‌ها را مسئول واگذاری مطمئن داده‌ها کرد، نه اینکه به صورت یک سرویس متمرکز خود شبکه عمل کند. دیتاگرام‌ها در شبکه به وسیله قراردادهای حمل و نقل داد و ستد شدند که تحویل قابل اطمینان را ضمانت نمی‌کنند، اما نهایت تلاش خود را می‌کنند. برای تأثیر گذاری برگه‌های شبکه (میزبان‌ها) برای خطاگیری، شبکه از شفافیت پروتکل سراسری اطمینان حاصل کرد، مفهومی که بعداً به عنوان اصل انتها به انتها شناخته شد. این مدلسازی ساده شبکه، تأخیر شبکه را کم کرد و فرصت شکست‌های یک نقطه ای را کاهش داد. تجربه این مفاهیم منجر به طراحی ویژگی‌های کلیدی پروتکل اینترنت در پروژه ARPANET شد.
این شبکه توسط دولت فرانسه، به واسطه Institut de Recherche en lnformatique et en Automatique (IRIA)، آزمایشگاه ملی تحقیقاتی علوم کامپیوتر در فرانسه، که اکنون با نام Inria معروف است، پشتیبانی می‌شد که به عنوان آژانس هماهنگ‌کننده فعالیت می‌کرد. چند تولیدکننده کامپیوتر، بنیاد تحقیقاتی و دانشگاه‌های فرانسوی در این تلاش همکاری کردند. CYCLADES به دست لویی پوزین طراحی و کارگردانی شد.

## مفهوم و استقرار
این پروژه در سال ۱۹۷۱ راه اندازی شد. طراحی و استخدام در سال ۱۹۷۲ شروع شد و نوامبر ۱۹۷۳ شاهد اولین نمایش به واسطه سه میزبان و یک سوئیچ بسته بود.
پوزین اصطلاح catenet را در سال ۱۹۷۳ در یادداشتی که در اختیار کارگروه شبکه بین‌المللی قرار گرفت، برای تشریح سیستمی از شبکه‌های ارتباطی سوئیچ بسته‌ای که به وسیله دروازه‌ها به هم وصل شده‌اند، ایجاد کرد. وی بعداً این ایده‌ها را در مقاله‌ای در سال ۱۹۷۴ با عنوان «پیشنهادی برای اتصال شبکه‌های سوئیچینگ بسته» به چاپ رساند.
گسترش شبکه در سال ۱۹۷۴ با نصب سه سوئیچ بسته تا ماه فوریه ادامه یافت، اگرچه در آن نقطه شبکه هر روز فقط سه ساعت فعالیت می‌کرد. تا ژوئن، شبکه به هفت سوئیچ رسید و در طول روز برای استفاده آزمایشی قابل دسترس بود.
یک متمرکزکننده ترمینال نیز در همان سال توسعه یافت، چرا که اشتراک زمانی هنوز یک روش رایج برای استفاده از رایانه بود. در سال ۱۹۷۵، شبکه به دلیل محدودیت‌های بودجه ای اندکی عقب‌نشینی کرد، اما این عقب‌نشینی زودگذر بود. در آن مرحله، شبکه خدمات کاربری کنترل از راه دور، فایل دسته ای از راه دور و انتقال فایل را ارائه داد.
در سال ۱۹۷۶ شبکه در حال استقرار کامل بود و سرانجام به ۲۰ گره با اتصال به NPL در لندن، آژانس فضایی اروپا در رم و شبکه انفورماتیک اروپایی (EIN) رسید و شماره گذاری شد.

## جزئیات فنی
CYCLADES از معماری لایه ای استفاده کرد که در اینترنت به کار گرفته شده‌است. انتقال بسته پایه مانند تابع، به نام CIGALE، بدیع بود. سرویس دیتاگرام غیرقابل اطمینانی را ارائه کرد (این کلمه به واسطه لوئی پوزین با ترکیب داده و تلگرام ابداع شد). از آنجایی که نیازی نبود که سوئیچ‌های بسته از تحویل صحیح داده‌ها مطمئن شوند، این امر به شدت طراحی آنها ساده کرد. .
«دو منبع الهام بخش دیتاگرام‌ها بودند. یکی از آنها مطالعات دونالد دیویس بود. او شبیه‌سازی‌هایی از شبکه‌های دیتاگرام انجام داده بود، اگرچه او هیچ چیزی نساخته بود، و از نظر فنی قابل اجرا به نظر می‌رسید. الهام دوم این بود که من چیزهای ساده را دوست دارم. من هیچ انگیزش فنی واقعی برای همپوشانی دو سطح از پروتکل‌های انتها به انتها ندیدم. فکر کردم یکی کافی است.»
- لوئیس پوزین
شبکه CIGALE دارای یک پروتکل مسیریابی بردار فاصله بود و امکان آزمایش با معیارهای مختلف را تأمین نمود. همچنین شامل یک پروتکل همگام سازی زمانی در همه کلیدهای بسته بود. CIGALE شامل تلاش‌های اولیه در اجرای کنترل تراکم با نادیده گرفتن بسته‌های اضافی بود.
شبکه CIGALE دارای یک پروتکل مسیریابی بردار فاصله بود و امکان آزمایش با معیارهای مختلف را تأمین نمود. همچنین شامل یک پروتکل همگام سازی زمانی در همه کلیدهای بسته بود. CIGALE شامل تلاش‌های اولیه در اجرای کنترل تراکم با نادیده گرفتن بسته‌های اضافی بود.
نام CIGALE (تلفظ فرانسوی: [siɡal]) – فرانسوی برای cicada – از این حقیقت سرچشمه می‌گیرد که توسعه‌دهندگان یک بلندگو را در هر رایانه نصب کرده‌اند، به‌گونه ای که «وقتی بسته‌ای از رایانه عبور می‌کند، صدای «چیرپ چیرپ چیرپ» مانند cicadas می‌شود.
یک پروتکل انتها به انتها ساخته شده که در بالای آن، یک سرویس حمل و نقل قابل اعتماد را ارائه می‌کند، که در بالای آن برنامه‌های کاربردی ایجاد شده‌اند. به جای جریان بایتی قابل اطمینان از TCP، توالی قابل اعتمادی از واحدهای داده قابل رویت کاربر به نام حروف فراهم آورد. پروتکل حمل و نقل قادر بود به وسیله ساختارهای استاندارد امروزی از تصدیق انتها به انتها و وقفه‌های زمانی با تحویل نامنظم و غیرقابل اعتماد دیتاگرام‌ها مقابله کند. همچنین دارای ویژگی‌های پنجره کشویی و کنترل جریان انتها به انتها نیز بود.

## نابودی
تا سال ۱۹۷۶، PTT فرانسه در حال توسعه راه‌گزینی بسته کوچک بود، که یک شبکه بسته مبتنی بر استاندارد نوظهور X.25 بود. بحث‌های آکادمیک بین دیتاگرام و شبکه‌های مدار مجازی تا مدتی ادامه پیدا کرد، اما سرانجام با تصمیمات بوروکراتیک کوتاه شدند.
انتقال داده در آن زمان در انحصار دولت فرانسه بود و IRIA برای راه اندازی شبکه سیکلادس نیازمند یک بخش ویژه بود. PTT با سرمایه‌گذاری مالی توسط دولت رقیب شبکه Transpac خود موافقت ننمود و اصرار به لغو مجوز و بودجه داشت. تا سال ۱۹۸۱، Cyclades مجبور به تعطیلی شد.

## میراث
مهم‌ترین میراث CYCLADES در نشان دادن این بود که انتقال مسئولیت قابلیت اطمینان به میزبان‌ها قابل اجرا است و یک شبکه خدماتی با عملکرد خوب را ساخت. علاوه بر آن نشان داد که پیچیدگی کلیدهای بسته را تا حد زیادی می‌کاهد. این مفهوم به سنگ بنای طراحی اینترنت مبدل شد.
این شبکه زمینه پرثمری برای تجربه و آزمایش بود و به نسلی از دانشمندان کامپیوتر فرانسوی این امکان را فراهم کرد که مفاهیم شبکه را آزمایش و تمرین نمایند. لوئیس پوزین و فارغ التحصیلان CYCLADES تعدادی از پروژه‌های بعدی را در IRIA برای آزمایش شبکه‌های محلی، شبکه‌های ماهواره ای، سیستم عامل یونیکس و سیستم عامل عبور پیام Chorus شروع کردند.
هوبرت زیمرمن از تجربه خود در CYCLADES بهره برد تا بر طراحی مدل OSI اثر بگذارد، که هنوز هم یک ابزار آموزشی متداول است.
جرارد لو لان با وینت سرف و باب کان همکاری کرد تا مفاهیم پروژه سیکلادس را در طراحی اصلی برنامه کنترل انتقال بگنجاند.
فارغ التحصیلان و پژوهشگران CYCLADES در IRIA/INRIA نیز در توسعه پذیرش اینترنت در فرانسه مؤثر بودند و سرانجام شاهد توفیق اینترنت مبتنی بر دیتاگرام و انهدام شبکه‌های مدار مجازی X.25 و ATM بودند.

## یادداشت
1. ↑  Abbate, Janet (2000). Inventing the Internet. MIT Press. p. 125. ISBN 978-0-262-51115-5.
2. 1 2  Kim, Byung-Keun (2005). Internationalising the Internet the Co-evolution of Influence and Technology. Edward Elgar. pp. 51–55. ISBN 1845426754.
3. 1 2  Bennett, Richard (September 2009). "Designed for Change: End-to-End Arguments, Internet Innovation, and the Net Neutrality Debate" (PDF). Information Technology and Innovation Foundation. p. 11. Archived from the original (PDF) on 29 August 2019. Retrieved 11 September 2017.
4. 1 2 3  Pelkey, James. "6.3 CYCLADES Network and Louis Pouzin 1971-1972."  Entrepreneurial Capitalism and Innovation: A History of Computer Communications 1968-1988 بایگانی‌شده  در ۱۷ مه ۲۰۲۲ توسط Wayback Machine.
5. 1 2  Pelkey, James. "6.4 Transmission Control Protocol (TCP) 1973-1976." Entrepreneurial Capitalism and Innovation: A History of Computer Communications 1968-1988 بایگانی‌شده  در ۱ سپتامبر ۲۰۲۲ توسط Wayback Machine.
6. ↑  "The internet's fifth man". Economist. 13 December 2013. Retrieved 11 September 2017. In the early 1970s Mr Pouzin created an innovative data network that linked locations in France, Italy and Britain. Its simplicity and efficiency pointed the way to a network that could connect not just dozens of machines, but millions of them. It captured the imagination of Dr Cerf and Dr Kahn, who included aspects of its design in the protocols that now power the internet.
7. ↑  "Say Bonjour to the Internet's Long-Lost French Uncle". Wired. 3 January 2013. Retrieved 11 September 2017.
8. ↑  Andrew L. Russell (30 July 2013). "OSI: The Internet That Wasn't". IEEE Spectrum. Vol. 50, no. 8.
9. ↑  McKenzie, Alexander (2011). "INWG and the Conception of the Internet: An Eyewitness Account". IEEE Annals of the History of Computing. 33 (1): 66–71. doi:10.1109/MAHC.2011.9. ISSN 1934-1547.
10. ↑  A Proposal for Interconnecting Packet Switching Networks, L. Pouzin, Proceedings of EUROCOMP, Brunel University, May 1974, pp. 1023-36.
11. ↑  "A Technical History of CYCLADES" بایگانی‌شده  در ۲۰۱۳-۰۹-۰۱ توسط Wayback Machine, Technical Histories of the Internet & other Network Protocols (THINK), University of Texas, 11 June 2002
12. ↑  "A Technical History of CYCLADES" بایگانی‌شده  در ۲۰۱۳-۰۹-۰۱ توسط Wayback Machine, Technical Histories of the Internet & other Network Protocols (THINK), University of Texas, 11 June 2002
13. ↑  "The path to digital literacy and network culture in France (1980s to 1990s)". The Routledge Companion to Global Internet Histories. Taylor & Francis. 2017. pp. 84–89. ISBN 978-1317607656.
14. ↑  Cerf, V.; Kahn, R. (1974). "A Protocol for Packet Network Intercommunication" (PDF). IEEE Transactions on Communications. 22 (5): 637–648. doi:10.1109/TCOM.1974.1092259. ISSN 1558-0857. The authors wish to thank a number of colleagues for helpful comments during early discussions of international network protocols, especially R. Metcalfe, R. Scantlebury, D. Walden, and H. Zimmerman; D. Davies and L. Pouzin who constructively commented on the fragmentation and accounting issues; and S. Crocker who commented on the creation and destruction of associations.
15. ↑  Abbate, Janet (2000). Inventing the Internet. MIT Press. p. 127. ISBN 978-0-262-51115-5.

## بیشتر خواندن
- لوئیس پوزین (ویراستار)، شبکه کامپیوتری Cyclades: Toward Layered Network Architectures (هلند شمالی، آمستردام، ۱۹۸۲)